# Marrabel
Marrabel är en ort i Australien. Den ligger i kommunen Clare and Gilbert Valleys och delstaten South Australia, omkring 90 kilometer norr om delstatshuvudstaden Adelaide. Antalet invånare är 209.
Runt Marrabel är det mycket glesbefolkat, med 5 invånare per kvadratkilometer.. Närmaste större samhälle är Saddleworth, omkring 11 kilometer nordväst om Marrabel. 
Trakten runt Marrabel består till största delen av jordbruksmark. Genomsnittlig årsnederbörd är 517 millimeter. Den regnigaste månaden är maj, med i genomsnitt 77 mm nederbörd, och den torraste är december, med 10 mm nederbörd.